# Hewa Bora Airways
Hewa Bora Airways was een Congolese luchtvaartmaatschappij met haar thuisbasis in Kinshasa.

## Geschiedenis
Hewa Bora Airways is opgericht in 1984 onder de naam Shabair. Van 1994-1997 was zij overgenomen door Express Cargo en opereerde onder de naam Zaire Express of Zaire Airlines. Nadat de naam van het land Democratische Republiek Congo was geworden, werd de naam in 1997 gewijzigd in Congo Airlines. Vanaf 1 december 2000 werd de naam Hewa Bora Airways gebruikt. Na het neerstorten van vlucht 952 werd op 16 juli 2011 de vergunning van Hewa Bora Airways ingetrokken. 

## Diensten
Hewa Bora Airways voert lijnvluchten uit naar:(zomer 2007)
Binnenland:
- Kananga, Kinshasa, Kolwezi, Lubumbashi, Mbuji-Mayi.

Buitenland:
- Abuja, Brazzaville, Douala, Johannesburg, Lagos, Warri.

## Vloot
De vloot van Hewa Bora Airways bestaat uit:(november 2007)
- 1 Lockheed L1011-500
- 3 Boeing B707-320C
- 2 Boeing B727-100
- 1 Boeing B727-100(F)
- 7 Boeing B727-200
- 1 Boeing B767-266ER
- 2 Douglas DC8-50
- 1 Douglas DC9-50 (gecrasht op 15 april 2008)

## Ongelukken
- Op 15 april 2008 stortte Hewa Bora Airways-vlucht 122 kort na het opstijgen vanaf Goma Airport neer. Bij dit ongeluk kwamen 40 mensen om het leven en raakten meer dan 100 mensen gewond, inclusief slachtoffers op de grond.
- Op 8 juli 2011 stortte Hewa Bora Airways-vlucht 952 kort voor de landing neer bij het vliegveld van Kisangani. Er vielen zeker 74 doden. 44 passagiers overleefden de crash.